# Fédération de Sainte-Lucie de football
La Fédération de Sainte-Lucie de football (St. Lucia National Football Association (en) SLFA) est une association regroupant les clubs de football de Sainte-Lucie et organisant les compétitions nationales et les matchs internationaux de la sélection de Sainte-Lucie.
La fédération nationale de Sainte-Lucie est fondée en 1979. Elle est affiliée à la FIFA depuis 1988 et est membre de la CONCACAF.